# UFC on ESPN: Дус Анжус vs. Эдвардс
UFC on ESPN: Dos Anjos vs. Edwards (также известно как UFC on ESPN 4) — событие организации смешанных боевых искусств Ultimate Fighting Championship, которое состоялся 20 июля 2019 года на арене AT&T-центр в городе Сан-Антонио, штат Техас, США.

## Результаты турнира
| Бой п\п                    | Весовая категория           | Участники и результат боя | Участники и результат боя | Участники и результат боя | Способ победы                              | Раунд | Время | Прим.              |
| Основные бои               |                             |                           |                           |                           |                                            |       |       |                    |
| Бой 13                     | Полусредний вес             | Леон Эдвардс (#12)        | поб.                      | Рафаэл дус Анжус (#4)     | Единогласное решение (50-45, 49-46, 49-46) | 5     | 5:00  |                    |
| Бой 12                     | Тяжёлый веc                 | Уолт Харрис (#14)         | поб.                      | Алексей Олейник (#9)      | Нокаут (удар рукой)                        | 1     | 0:12  | Выступление вечера |
| Бой 11                     | Тяжёлый вес                 | Грег Харди                | поб.                      | Хуан Адамс                | Технический нокаут (удары руками)          | 1     | 0:45  |                    |
| Бой 10                     | Лёгкий вес                  | Дэн Хукер                 | поб.                      | Джеймс Вик (#15)          | Нокаут (удары руками)                      | 1     | 2:33  | Выступление вечера |
| Бой 9                      | Лёгкий вес                  | Александр Эрнандес (#13)  | поб.                      | Франсиску Триналду        | Единогласное решение (30-27, 30-27, 29-28) | 3     | 5:00  |                    |
| Бой 8                      | Тяжёлый вес                 | Андрей Орловский          | поб.                      | Бен Ротуэлл               | Единогласное решение (30-27, 30-27, 30-27) | 3     | 5:00  |                    |
| Предварительные бои (ESPN) |                             |                           |                           |                           |                                            |       |       |                    |
| Бой 7                      | Полулёгкий вес              | Алекс Касерес             | поб.                      | Стивен Питерсон           | Единогласное решение (30-27, 29-28, 29-28) | 3     | 5:00  |                    |
| Бой 6                      | Женский легчайший вес       | Ракель Пеннингтон (#6)    | поб.                      | Ирене Альдана (#10)       | Раздельное решение (28-29, 29-28, 29-28)   | 3     | 5:00  |                    |
| Бой 5                      | Полутяжёлый вес             | Клидсон Абреу             | поб.                      | Сэм Алви                  | Единогласное решение (30-27, 30-27, 29-28) | 3     | 5:00  |                    |
| Бой 4                      | Промежуточный вес (129 lbs) | Женнифер Майя (#6)        | поб.                      | Роксанн Модаффери (#5)    | Единогласное решение (30-27, 30-27, 30-27) | 3     | 5:00  |                    |
| Бой 3                      | Легчайший вес               | Рей Борг                  | поб.                      | Габриэл Силва (д)         | Единогласное решение (29-28, 29-28, 29-28) | 3     | 5:00  |                    |
| Бой 2                      | Легчайший вес               | Марио Баутиста            | поб.                      | Сон Чин Су                | Единогласное решение (30-27, 30-27, 29-28) | 3     | 5:00  | Лучший бой вечера  |
| Бой 1                      | Легчайший вес               | Фелипи Коларис            | поб.                      | Доминго Пиларте (д)       | Раздельное решение (29-28, 28-29, 29-28)   | 3     | 5:00  |                    |

## Награды
Следующие бойцы получили бонусные выплаты в размере $50 000:
- Лучший бой вечера: Марио Баутиста vs. Сон Чин Су
- Выступление вечера: Уолт Харрис и Дэн Хукер